# Damir Sireta
Damir Sireta (genannt Sićo; * 19. Oktober 1963 in Vukovar) ist ein verurteilter serbischer Kriegsverbrecher mit kroatischer Staatsangehörigkeit. Als Angehöriger der Territorialverteidigung der Jugoslawischen Volksarmee war er 1991 am Massaker an 200 kroatischen Kriegsgefangenen beim Hof Ovčara in der Nähe von Vukovar in Kroatien beteiligt. Sireta wurde in Kroatien in Abwesenheit zu 12 Jahren Freiheitsstrafe verurteilt und mit internationalem Haftbefehl gesucht. Am 20. November 2006 wurde er nach Informationen der Anklagebehörde beim Internationalen Strafgerichtshof für das ehemalige Jugoslawien in Norwegen festgenommen. Sowohl Kroatien als auch Serbien beantragten seine Auslieferung. 2008 wurde er nach Serbien überstellt und im Juni 2009 in Belgrad wegen Kriegsverbrechen zu 20 Jahren Haft verurteilt.